# Matronímico
Matronímico (do latim mater, "mãe", e do grego antigo ὄνομα "nome") é um nome ou apelido de família (sobrenome) cuja origem encontra-se no nome da mãe ou de um ancestral do sexo feminino.